# برون‌گرایی (فلسفه)
برون‌گرایی یا اکسترنیسم (به انگلیسی: Externism) یک نظریه فلسفی تخیلی است که توسط نابغه تخیلی‌نویس اهل چک یارا سیمرمان مطرح شده است. این نظریه معرفت‌شناختی با نظریه سنتی خودتنهاانگاری در تضاد است. درحالی‌که طرفداران خودتنهاانگاری معتقدند که فقط خودِ فردی آن‌ها وجود دارد و جهان بیرونی وجود ندارد، یارا سیمرمان آن‌ها را با این ایده روبه‌رو کرد که این جهان بیرونی است که وجود دارد و خودِ فردی فیلسوف وجود ندارد.
در ابتدا، این ایده با اختلاف نظر زیادی بین فیلسوفان روبه‌رو شد. از یارا سیمرمان دعوت شد تا در کنگره فلسفی بازل از نظریه خود دفاع کند. ضد برهان کلیدی که او باید با آن روبه‌رو می‌شد این بود: چگونه یک آگاهیِ ناموجود می‌تواند یک نظریه خلق کند؟
یارا سیمرمان پاسخ داد که این واقعیت که او وجود ندارد به این معنی نیست که او قابل ادراک نیست. او جهان را به فضایی با مکانی کوچک در وسط تشبیه کرد، جایی که یارا سیمرمان غایب است. اگر تکه کاغذی را با سوراخی در وسط آن در نظر بگیریم، می‌توان کاغذ را به جهان خارج و سوراخ را به فیلسوف ناموجود تشبیه کرد. کشش و انقباض فضا منجر به تغییر معکوس در شکل سوراخ می‌شود. این حرکت را می‌توان به‌عنوان فرآیندی از تفکر یک فیلسوف در نظر گرفت.
بعدها سیمرمان این نظریه را با جزئیات بیشتری شرح داد، و سیمرمان‌شناسان هنگام خواندن مکاتبات آلبرت انیشتین متوجه گفته‌های او شدند. او پیشنهاد داد که حتی سایر اشیاء در جهان ما به شکلی که معمولاً تصور می‌شود، وجود ندارند. در واقع یک شیء در مکانی قرار دارد که ما فکر می‌کنیم در آن مکان نیست و در مکانی که ما آن را در نظر می‌گیریم نیست. برای مثال اگر یک تکه گچ بردارید، گچ در اطراف خود، جایی که ممکن است گچ باشد، توده عظیمی تشکیل می‌دهد، با یک حباب کوچک درونش، جایی که گچ قطعاً وجود ندارد.
آلبرت انیشتین این نظریه را «خنده‌دار» می‌دانست، و سیمرمان‌شناسان آن را به‌عنوان ابراز تحسین انیشتین تفسیر کردند. او مخالفت‌هایی با سیمرمان داشت و نوشت: «به‌عنوان یک فیزیک‌دان باید اشاره کنم که فرقی نمی‌کند یک شیء را «تهی بودن» و آن تهی بودن را «شیء» بنامید. این پینگ‌پنگ با کلمات است.»
رقیب سیمرمان در حوزه فلسفه، اف سی بوهلن (یکی دیگر از فیلسوفان تخیلی) بود. او صاحب داروخانه بود و به‌خاطر استفاده از زبان فوق‌العاده بی‌ادبانه‌اش شناخته می‌شد. به گفته این ماتریالیست، حقیقت اصل اساسی دانش ماست. در ابتدای فرآیند یادگیری، حقیقت نادرست است و ما آن را دقیق‌تر می‌کنیم. بالاخره ما همه چیز را می‌دانیم.